# Diarthrodella psammophila
Diarthrodella psammophila är en kräftdjursart som först beskrevs av Bocquet och Bozic 1955.  Diarthrodella psammophila ingår i släktet Diarthrodella och familjen Paramesochridae. Inga underarter finns listade i Catalogue of Life.